# Bloemkool

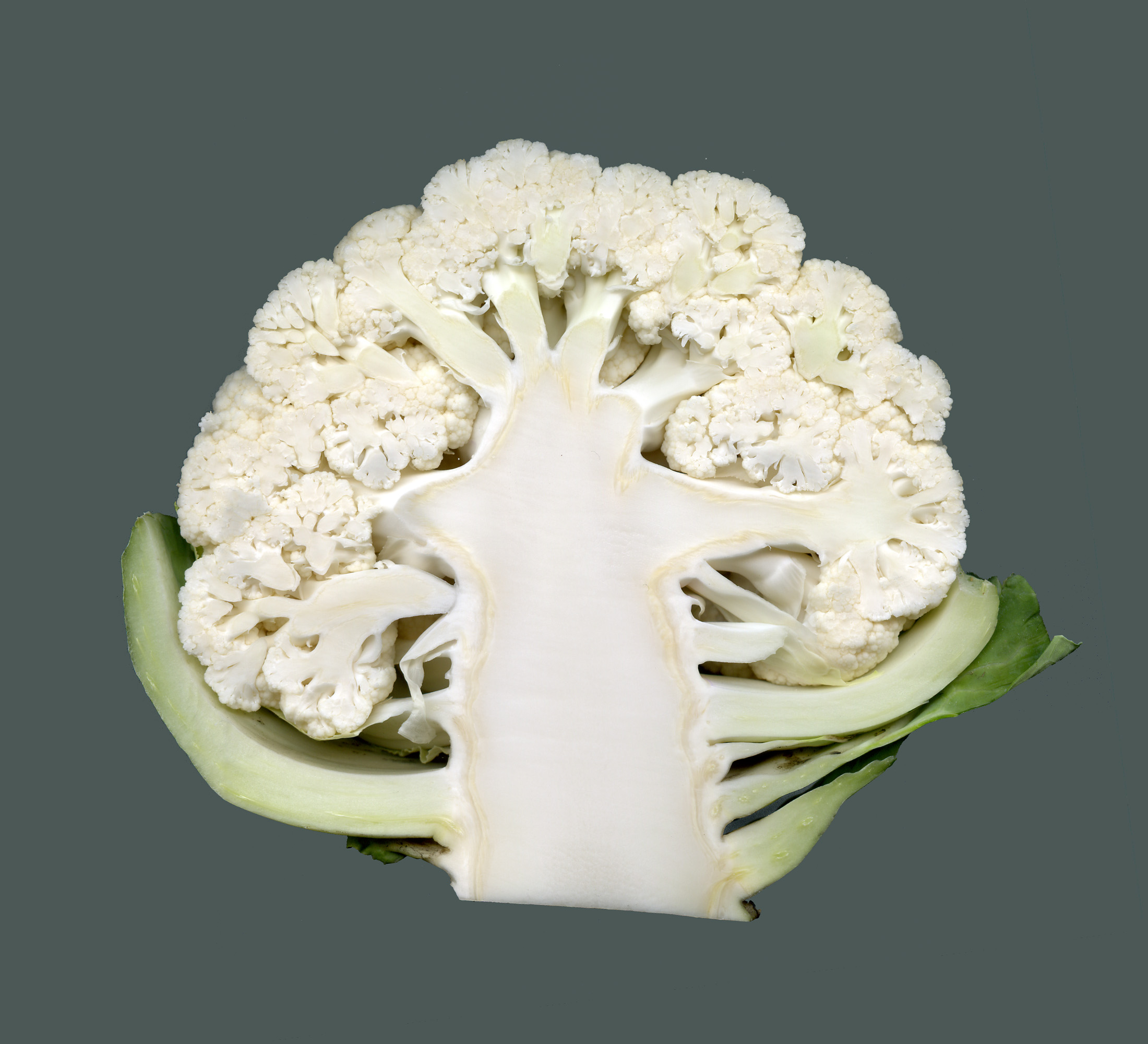
Bloemkool

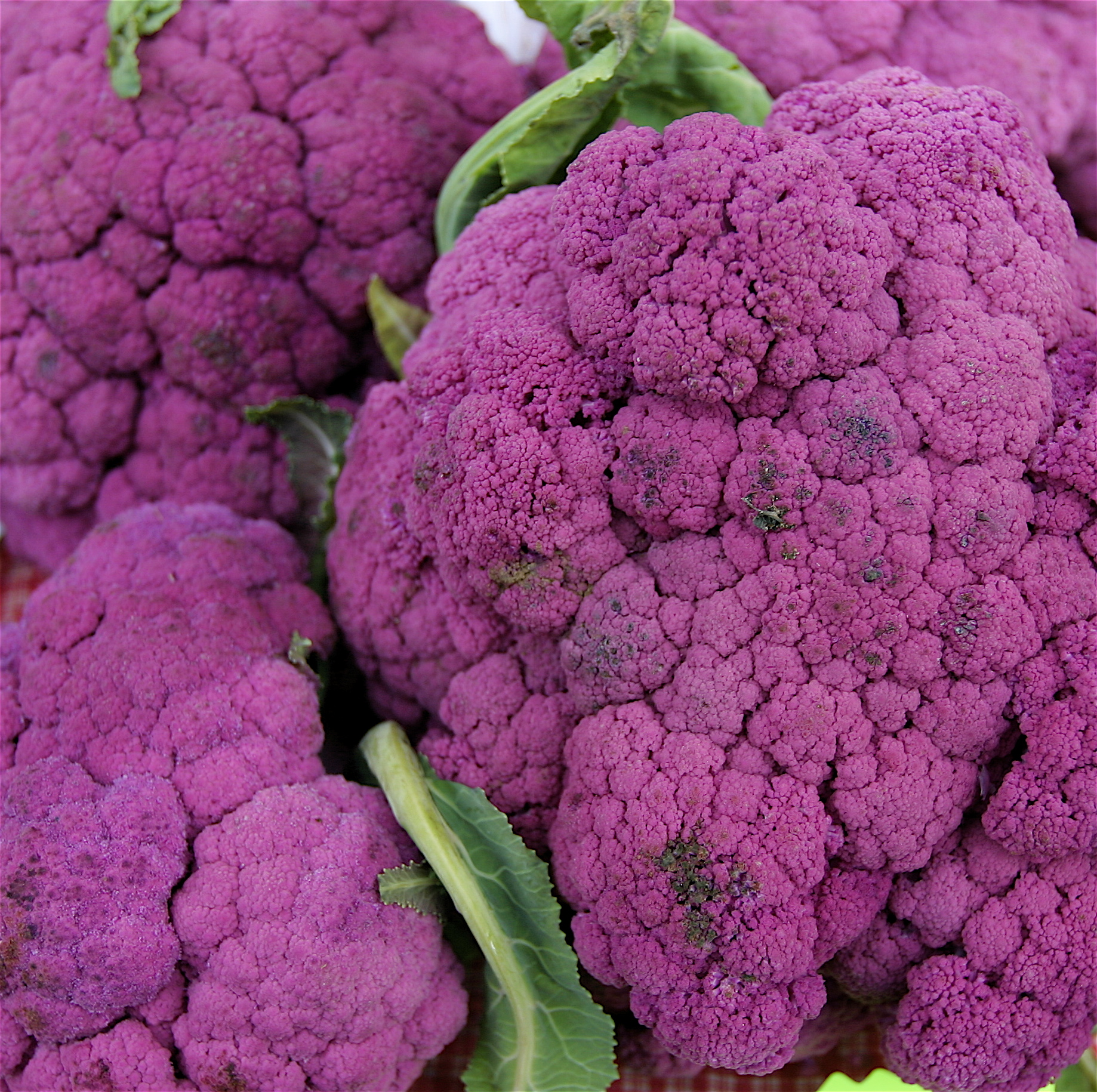
Paarse bloemkool

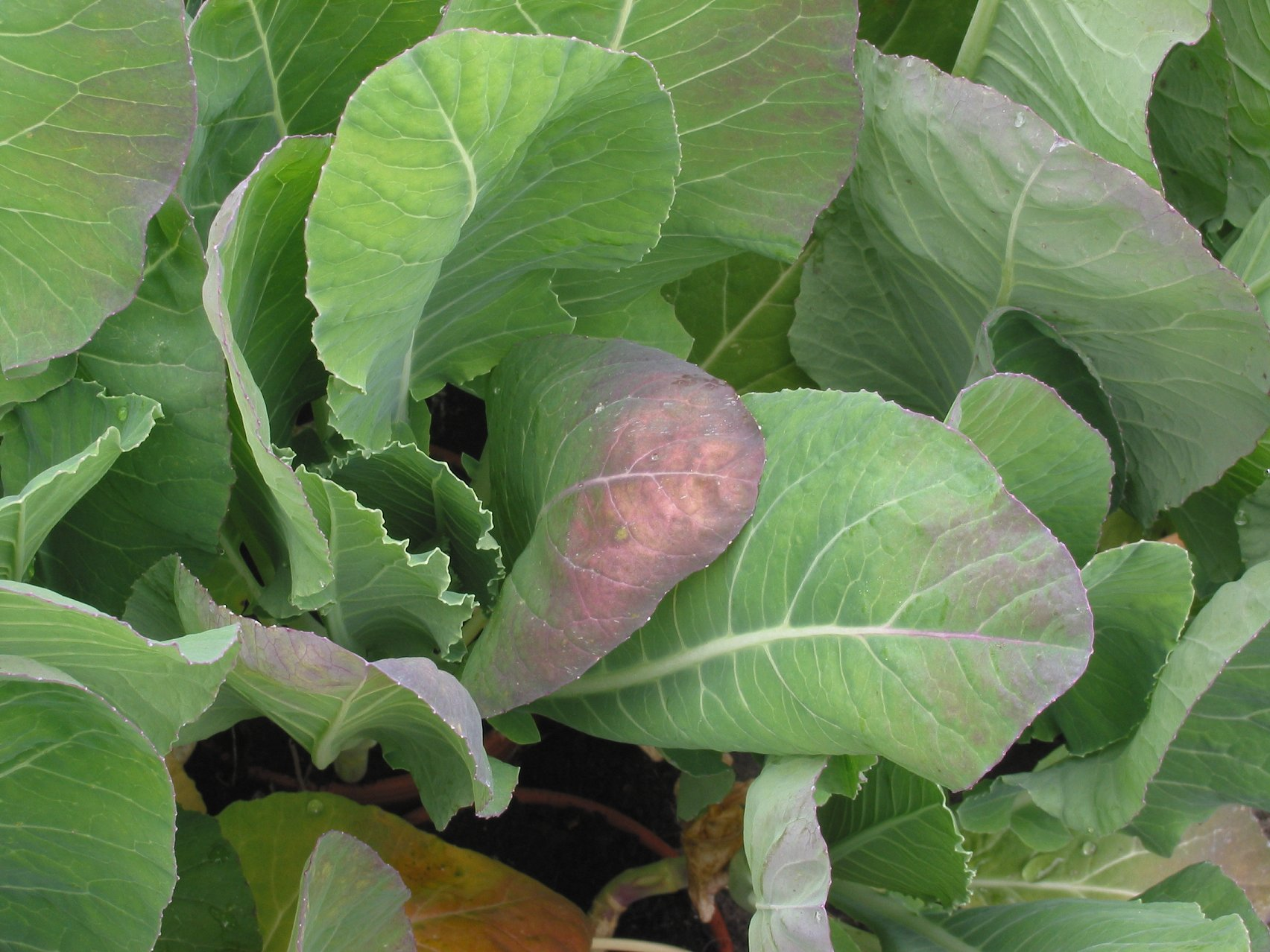
Paarse bladkleur door stikstofgebrek

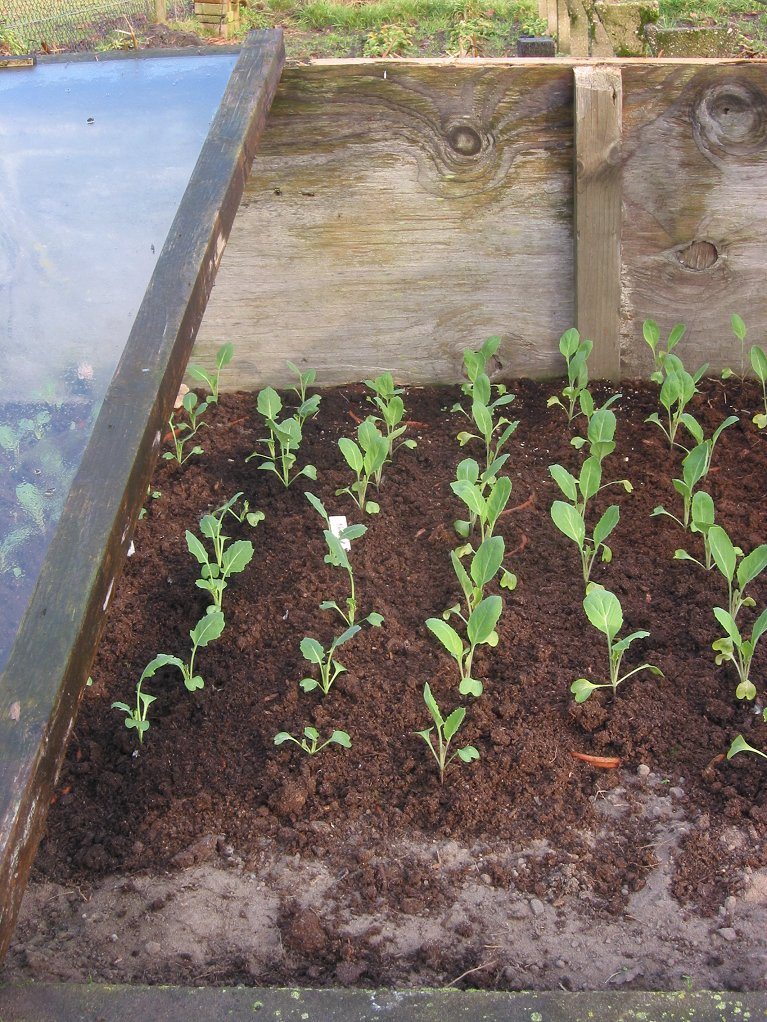
Weeuwenplanten half december. Rechts bloemkool, links broccoli

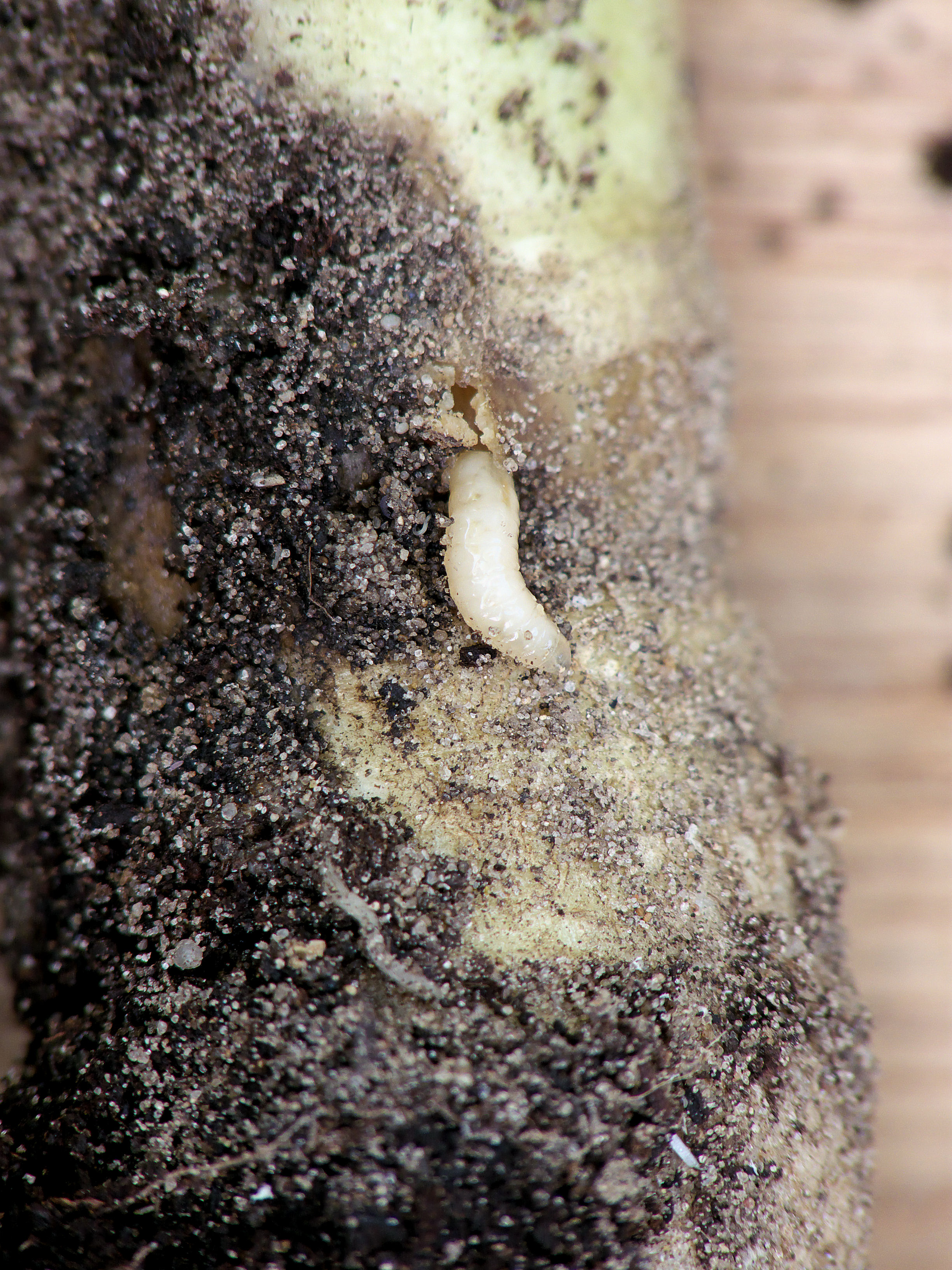
Maden van de koolvlieg

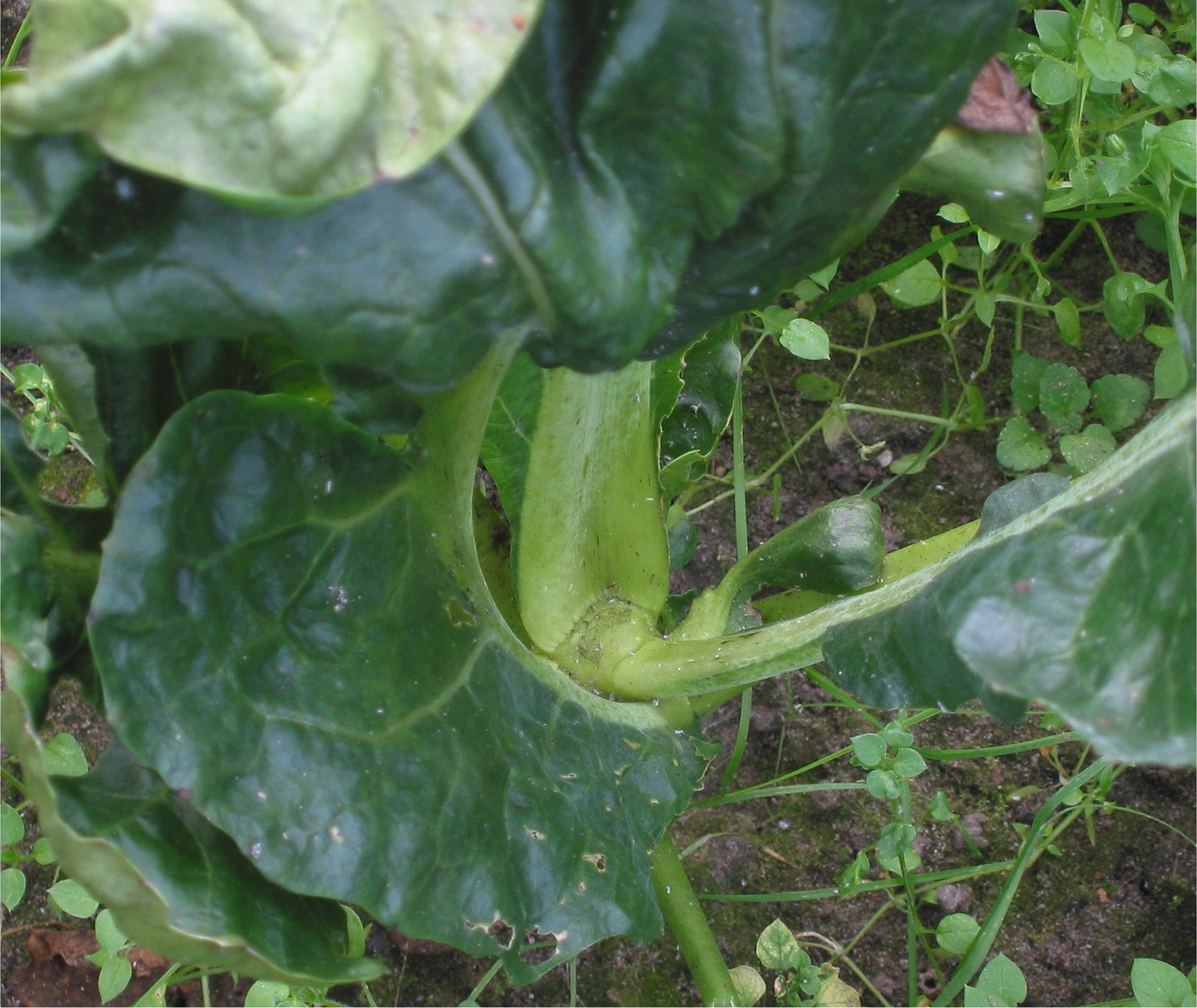
Draaihartigheid bij bloemkool veroorzaakt door de koolgalmug

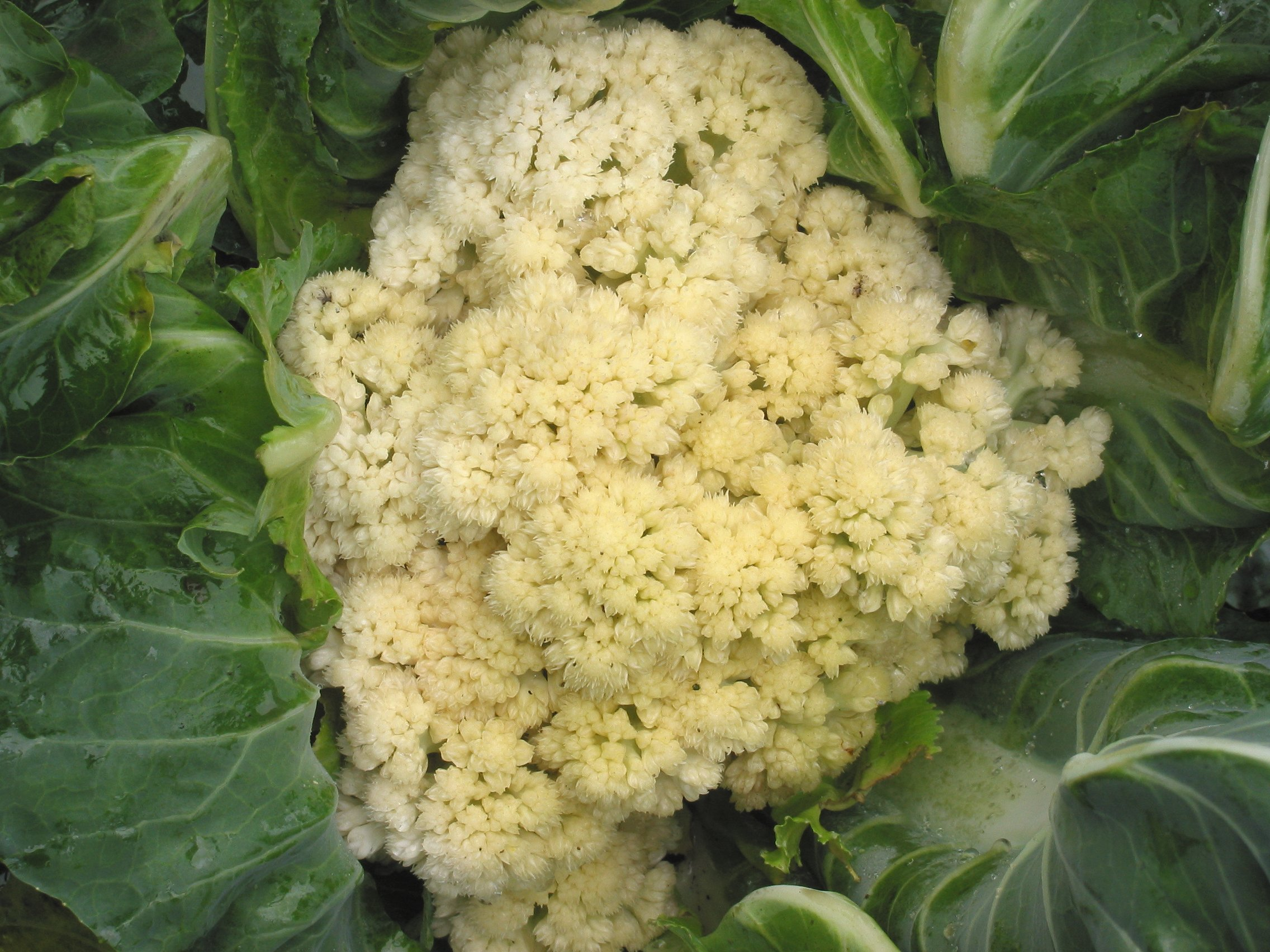
Doorwas

Bloemkool is een groente die hoort bij het geslacht kool uit de kruisbloemenfamilie (Brassicaceae). De botanische naam voor bloemkool is Brassica oleracea convar. botrytis var. botrytis. De bloemkool bestaat uit nog ongedifferentieerde bloemknoppen, in tegenstelling tot broccoli. Er zijn bloemkoolrassen met witte, paarse, oranje of groene bloemkolen.

## Geschiedenis
De eerste betrouwbare vermelding van de plant komt voor in Kitab al-Filaha ('Boek over de landbouw') van de in Sevilla werkzame Arabische landbouwkundige Ibn al-'Awwam (12e eeuw). Ook de in Málaga geboren, en in Syrië werkzame farmacoloog, plantkundige en arts Ibn al-Baitar (1197-1248) beschreef de bloemkool. Zijn Duitse beroepsgenoot Joachim Camerarius de Jonge (1534-1598) nam een afbeelding op in zijn kruidboek. Sinds de zestiende eeuw wordt de groente in heel Europa verbouwd.

## Teelt
De teelt in Nederland vindt vooral plaats in De Streek (regio West-Friesland, Noord-Holland), in de omgeving van Barendrecht, op de Zuid-Hollandse eilanden en rondom Venlo. Winterbloemkool wordt vrijwel uitsluitend in Zeeland, op de Zuid-Hollandse eilanden en in De Streek geteeld, omdat elders de kans op uitvriezen te groot is.
Bloemkool vraagt een flinke bemesting, omdat anders de kans bestaat op te vroege koolvorming, de zogenaamde boorders.
Zodra de kool te zien is moet zij bedekt worden met blad, omdat ze anders niet mooi wit blijft maar bruinachtig geel verkleurt. Dit terugvouwen van het blad vraagt arbeidsinspanning, maar er zijn 'zelfdekkende' variëteiten ontwikkeld waarbij het blad om de kool groeit en zo verkleuring tegengaat.

## Teeltwijzen
Er worden de volgende teeltwijzen onderscheiden:
- Winterteelt onder glas met oogst in april
- Winterteelt buitenteelt met oogst in april en mei
- Weeuwenteelt met oogst in juni. Deze wordt echter bijna niet meer toegepast.
- Vrijsterteelt of vroege teelt met oogst in eind juni tot en met begin juli
- Zomerteelt met oogst in juli, augustus en september
- Herfstteelt met oogst in oktober tot december

Voor de vroege teelt worden rassen met een korte groeiduur gebruikt. De rassen voor de late herfstteelt hebben de langste groeiduur, van 120 tot 190 dagen. Het oude ras Alpha voor de vroegste teelten, dat door de volkstuinder veel wordt gebruikt, heeft een korte groeiduur. In de beroepsteelt worden overwegend hybride rassen gebruikt.

### Weeuwenteelt
Bij deze teeltwijze wordt begin oktober gezaaid en zodra het eerste ware blaadje zichtbaar is verspeend in bloempotten van 15 cm doorsnede onder platglas. Hoe groter de pot des te minder kans op te vroege koolvorming, boren genoemd, in het voorjaar. De hele winter worden ze vorstvrij gehouden door noppenfolie en/of rietmatten en bij zeer strenge vorst ook nog met dubbele ramen platglas. Half maart tot half april worden ze buiten uitgepoot.

### Vrijsterteelt
Bij deze teeltwijze wordt in januari/februari in de warme kas gezaaid en half april/begin mei buiten uitgepoot.

## Inhoudsstoffen
100 gram verse bloemkool bevat:
| Energetische waarde | 95 kJ    |
| Koolhydraten        | 3 gram   |
| Eiwit               | 2 gram   |
| Vet                 | 0,3 gram |
| Vitamine C          | 80 mg    |
| Vitamine B1         | 0,05 mg  |
| Vitamine B2         | 0,07 mg  |
| Caroteen            | 0,03 mg  |
| Calcium             | 20 mg    |
| IJzer               | 0,5 mg   |
| Choline             | 40 mg    |

## Gebruik
Bloemkool wordt doorgaans gekookt gegeten, maar dan gaan veel voedingsstoffen verloren. Bij stomen of roerbakken is dat beduidend minder. Bloemkool is ook als rauwkost eetbaar. Koken neemt 10 tot 20 minuten in beslag, afhankelijk van de gewenste hardheid van het eindresultaat en de afmeting; stomen en roerbakken neemt rond 10 minuten in beslag. Bloemkool wordt in een koolhydraatarm dieet gebruikt als vervanger van rijst of aardappelen, omdat het mondgevoel vergelijkbaar is, maar het zetmeel ontbreekt. Bloemkoolrijst is gemalen bloemkool die door de korrelgrootte en kleur lijkt op rijst.
Bloemkool kan ook geroosterd worden in de oven. Daarvoor wordt de bloemkool in plakken gesneden en besprenkeld met olie. De bereiding duurt dan zo'n 40 minuten.

## Kwaliteit
Bij bloemkool kan door slechte groeiomstandigheden, zoals vochttekort of hoge temperaturen tijdens de groei, doorwas en schift optreden, waardoor de kool er harig uitziet. Bij doorwas groeien de doorgaans witgekleurde schutblaadjes door de kool. Bij schift komen de bloempjes te vroeg uit het bloemscherm tevoorschijn. Te veel zon op de kool zorgt ervoor dat de kool een gele kleur krijgt. Dit wordt voorkomen door het gewas over de kool te binden.

## Ziekten en beschadigingen
Buiten Noord-Holland is knolvoet (Plasmodiophora brassicae) de belangrijkste ziekte. Daarnaast zijn de schimmelziekten veroorzaakt door Phoma lingam (vallers en kankerstronken) en valse meeldauw (Peronospora parasitica) van belang. Aantasting door valse meeldauw veroorzaakt zwartverkleuring van de kool.
De bacterieziekte Xanthomonas campestris veroorzaakt zwartnervigheid.
Rupsaantastingen door o.a. het Groot koolwitje, Klein koolwitje, koolbladroller, kooluil en koolmot komen veelvuldig voor. Daarnaast komt vaak aantasting voor van de koolvlieg, de koolgalmug en de melige koolluis.
Een niet parasitaire afwijking is waterziek, dat zich uit in glazige en later bruinwordende vlekken op de kool.